# 前海东沿

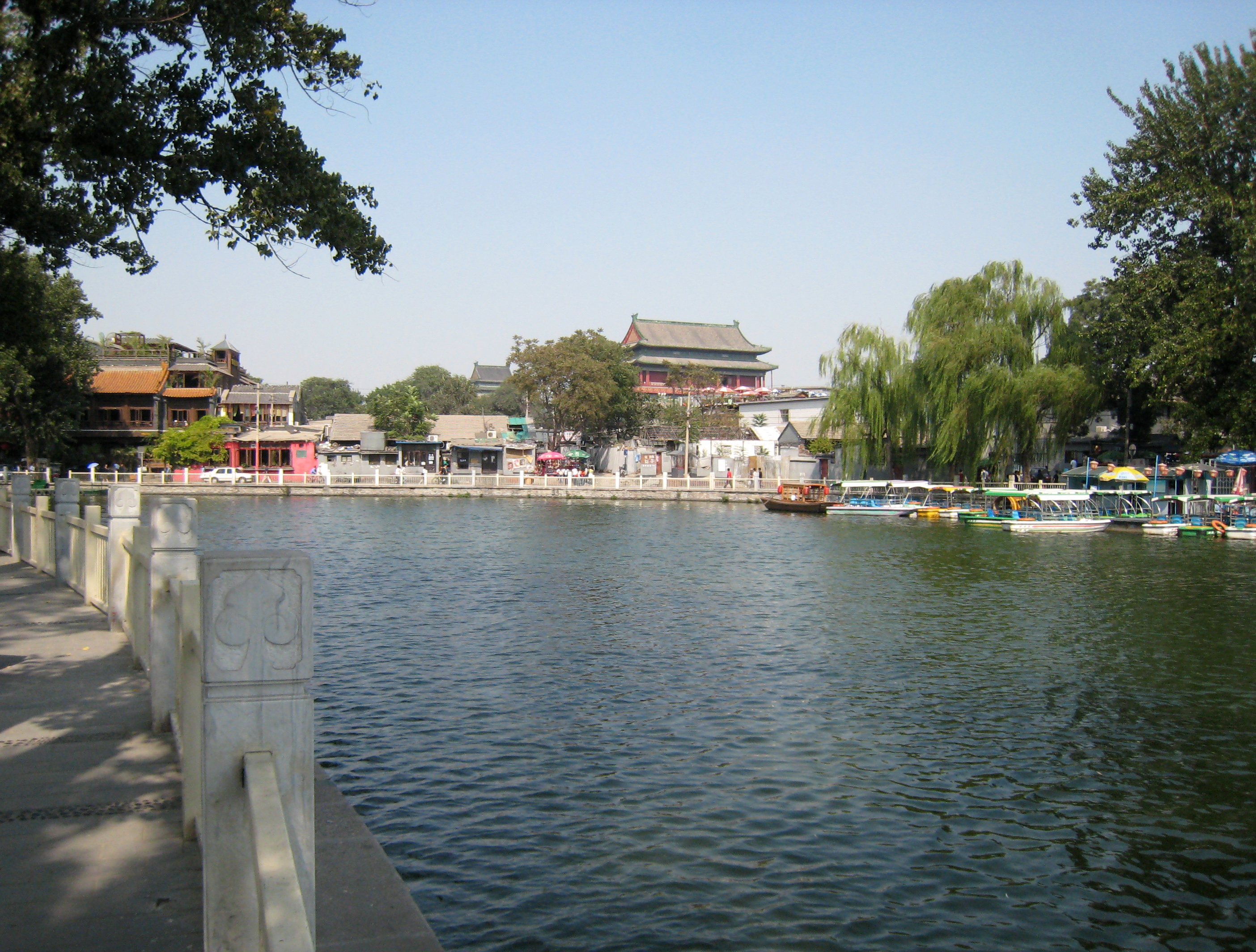
前海。远处为前海东沿

39°56′16″N 116°23′42″E / 39.9376882°N 116.3950023°E
前海东沿是位于中国北京市西城区东北部的胡同。

## 简介
前海东沿北起银锭桥，沿着什刹海前海向南，南到金锭桥与前海南沿连接，走向呈弧形，随后由金锭桥北侧向东到达万宁桥北侧，同地安门外大街连接。因临义溜胡同，故中华民国时称“义溜河沿”。“海”的边称“河”沿的原因是，历史上什刹海周围有外河，称为“套河”，用以调节水位。所以在什刹海，凡是临“海”的地方均称某某河沿，如“前海南河沿”、“前海北河沿”。中华人民共和国成立后，套河被填平，地名随之改变，将“河”字去掉，改为前海南沿、前海北沿等等。1965年，义溜河沿更名为“前海东沿”。
中华民国时期，义溜河沿设有小市，当时烤肉季曾在此处临时设摊售卖烤肉。如今，前海东沿有烤肉季、庆云楼、东兴顺爆肚张、火德真君庙、京杭运河积水潭港碑记。
京杭运河积水潭港碑记位于火德真君庙西侧的广场上。